# Nepal Police Club

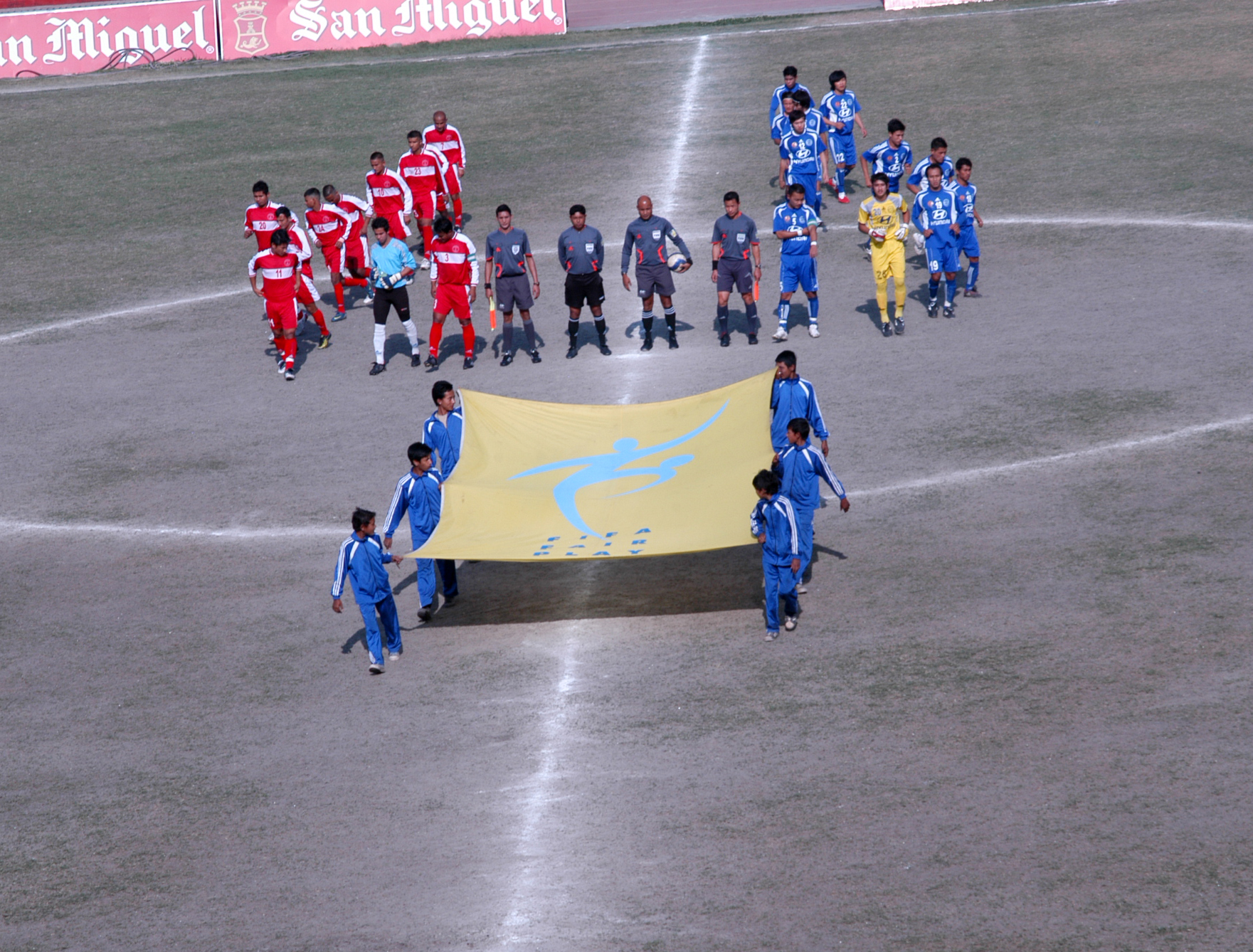
El Nepal Police Club (camiseta roja) en un partido contra el Three Star Club (2010).

El Nepal Police Club (नेपाल प्रहरी क्लब en nepalés) (conocido como Mahendra Police Club ) es un equipo de fútbol de Nepal que milita en Liga de Fútbol de Nepal, principal categoría de fútbol en el país.
Fue fundado en 1952 en la capital Katmandú.

## Palmarés
- Liga de Fútbol de Nepal: 4

2006-07, 2010, 2011, 2011-12
- Nepal National League Cup: 2

1998, 1999
- Tribhuvan Challenge Shield: 4

1978, 1979, 1981, 1983
- Aaha Gold Cup: 5

2002, 2003, 2008, 2009, 2010
- Copa de Oro Budha Subba: 3

2000, 2001, 2003
- Copa de Oro Khukuri: 1

2004
- Copa de Oro Mahendra: 1

2004

## Participaciones en competiciones de la AFC
- Liga de Campeones de la AFC: 1 aparición

1998: Primera Ronda
- AFC President's Cup: 4 apariciones

2007: Finalista
2008: Semifinalista
2009: Fase de grupos
2011: Fase de grupos
- Recopa de la AFC: 1 aparición

1998/99: Primera Ronda